# MÁV Cmn III. osztályú személykocsi
A MÁV Cmn III. osztályú személykocsi  egy vasúti személykocsi-típus volt.
Az 1895 és 1913 között gyártott 6–8 m tengelytávú kéttengelyes típusok után 1913-tól a magyar vasutak által beszerzett, 2 prototípustól eltekintve legnagyobb, 9,3 m tengelytávolságú kéttengelyes személykocsi típuscsalád került gyártásba. Az új kocsik az 1907-től alkalmazott dongatetővel, középátjáróval, termes utastérrel, nyitott peronnal készültek. A MÁV jellegzetes, máig egyik legnagyobb darabszámú típusából 1913 és 1923 között a II. osztályú VIcI kocsijellegből 192 db-ot (Bmn 201501 - 201692 pályaszámok), a III. osztályú VIIIL jellegből 1603 darabot (Cmn 203701 - 205680 pályaszámok kihagyásokkal) állítottak forgalomba.
Egyes járműveket II. osztályúból III. osztályúvá építettek át, illetve zártperonossá alakítottak. Az átalakítások még a második világháború után is folytatódtak. Zártperonos kivitelben, saját főműhelyeikben a SzCsV és a GYSEV is épített ilyen típusú kocsikat, de beszerzett a DSA is. 1955-től a kocsik jelentős részét acélvázasították, amellyel azok egészen a közelmúltig futottak.

## A A Cmn 204771 kocsi
A Cmn 204771 pályaszámú kocsi az aradi Weitzer gyárban készült 1918-ban. 1925 után a Cn 55377 pályaszámot kapta. 1965-ben Xp 4766 számmal üzemi kocsivá minősítették át. Pályaszáma az 1970-es években 30 55 117 6120-0 lett.
Felújította a MÁV Debreceni Járműjavító Üzem 1989-ben.